# 3D Dot Game Heroes
3D Dot Game Heroes (jap. 3Dドットゲームヒーローズ) ist ein Computerspiel für die PlayStation 3. Es wurde vom japanischen Studio Silicon Studio entwickelt und ist dem Genre Action-Adventure zuzuordnen. Es wird von From Software in Japan, Atlus in Nordamerika und von SouthPeak Games in Europa vertrieben. Das Spiel verwendet einen einzigartigen Grafikstil, indem eine 2D-Retro-Grafik in einer 3D-Umgebung durch Voxel realisiert wird.
Das Spiel wurde in Japan am 5. November 2009, in Nordamerika am 11. Mai 2010 und in Europa am 14. Mai 2010 exklusiv für die PlayStation 3 veröffentlicht.

## Handlung
In dem friedlichen Königreich Dotnia lebten einst sechs Geistliche, die sechs geheimnisvolle Kugeln beschützten. Nachdem eines Tages der Schattenkönig Onyx von den sagenumwobenen Kugeln erfährt, schnappt er sich nicht nur die Kugeln, sondern entführt zugleich die Hüter derselben. Er verbreitet Angst und Schrecken im ganzen Land, bis ein Held mit dem heiligen Schwert auf der Bildfläche erscheint und sich ihm in den Weg stellt. Nachdem er den Schurken besiegen und in ein magisches Artefakt verbannen konnte, war der Frieden im Land wieder hergestellt. Bis zu jenem Tag, an dem ein Bischof dieses Artefakt stahl und den Geist von Onyx erneut befreite. So wird ein neuer Held gebraucht, in dessen Rolle der Spieler schlüpfen darf.

## Spielprinzip und Technik
Das Gameplay des Spiels ähnelt sehr stark denen von älteren 8-Bit Spielen, hauptsächlich allerdings The Legend of Zelda. Spieler müssen ihren Charakter von Bild zu Bild bewegen, Dungeons erkunden, Monster besiegen, Gegenstände sammeln und Puzzles lösen, wie es in der Vergangenheit bei Computerspielen üblich war. Wenn die Lebensanzeige des Spiels voll ist, erhöht sich die Größe des Schwertes enorm, wenn man es einsetzt. Die Schwerter im Spiel können individuell bearbeitet und aufgerüstet werden, so dass sich ihre Länge, Breite, Stärke, Magiestärke sowie weitere Eigenschaften verbessern. Weitere im Spiel verwendete Gegenstände sind Bumerangs, Laternen, Kerzen sowie verschiedene magische Fähigkeiten.
Die vorhandenen Monster können eingesammelt werden, indem man sie mit einem besonderen Buch schlägt. Daraufhin werden sie in einer Art Enzyklopädie eingetragen und können betrachtet werden. Zudem werden auch Ladebildschirme in einer Galerie angezeigt, die oft eine Anspielung auf ein klassisches Videospiel sind. Weiterhin können Spieler einen eigenen Charakter im mitgelieferten 3D Sprite Editor erstellen.

## Entwicklung
Das Spiel erreichte erste Aufmerksamkeit durch einen Teaser von From Software, der lediglich einen Würfel und einen Countdown zum 20. August 2009 zeigte. Enthüllt wurde es allerdings bereits vor Ablauf des Countdowns durch die japanische Videospiele-Zeitschrift Famitsu. Das nordamerikanische Release wurde durch den offiziellen Twitter-Account von Sony Computer Entertainment of America im November 2009 bestätigt, während das europäische Erscheinungsdatum im Januar 2010 bekanntgegeben wurde.

### Soundtrack
Am 25. November 2009 ist in Japan der offizielle Soundtrack zu dem Spiel auf CD erschienen. Darauf sind 39 Titel mit den Liedern aus dem Spiel verfügbar.

## Rezeption
Das Spiel erhielt hauptsächlich positive Bewertungen von Kritikern. Famitsu wertete das Spiel mit 30 von 40 Punkten mit der Aussage, das Spiel stelle eine grandiose Hommage an The Legend of Zelda dar und präsentiere eine Vielzahl von Anspielungen zu klassischen NES-Spielen, was es zu einer „nostalgischen Reise“ werden lässt. Betont wurde ebenfalls die hübsche, blockige Grafik, die eine nahtlose Verbindung von alt zu neu darstelle.
Jörg Luibl vom deutschen Spielemagazin 4Players bewertete das Spiel mit 86 von 100 Punkten. Er lobte das charmante Artdesign, die vielen Rätsel, die Musik, das Kampfsystem, die Erkundung sowie die Quests (Aufgaben). Negativ bewertete er die Story, eine fehlende Tagebuchfunktion sowie die anfangs leichten Dungeons und Bossgegner.
Laut Famitsu verkauften sich 17.300 Exemplare von 3D Dot Game Heroes bis Ende des Jahres 2009, womit es den 463. Platz der meistverkauften regionalen Spiele belegt. Atlus gab im Oktober 2010 bekannt, dass sich das Spiel bis dato 160.000-mal verkaufte und somit das 6fache ihrer im Voraus getroffenen Erwartungen erzielte.
Aufgrund der großen Ähnlichkeit zu The Legend of Zelda wird das Spiel einerseits als Hommage, andererseits als Parodie an den Klassiker angesehen.

## Trivia
- Der Name des Spelunker Modus (eines freischaltbaren Schwierigkeitsgrades, bei dem der Spieler beim ersten Treffer sofort stirbt) bezieht sich auf das Computerspiel Spelunker aus dem Jahre 1985, dessen Schwierigkeit als unmäßig schwierig bezeichnet wird.
- Im Spiel verstecken sich drei verschiedene Minispiele: Dash Circuit (ein Rennen über drei Runden gegen die Zeit), Blockout (in Anlehnung an das Computerspiel Breakout) und Block Defense (in Anlehnung an das Spiel Tower Defense).